# Adolfo Blum
Rafael Adolfo Blum Rojas (Popayán, 30 de noviembre de 1938-Bogotá, 21 de diciembre de 1984), más conocido como Adolfo Blum, fue un locutor, actor de cine, teatro y televisión colombiano.

## Biografía
Nació en Popayán, desde su niñez se interesó en actuar y hacer narrativas. En 1963, inició su trayectoria actuando con el grupo de teatro de la Universidad del Valle. Participó en el Festival del Teatro realizado en el Teatro de Cristóbal Colón de Bogotá, siendo nombrado como el mejor actor de dicho festival. Dentro su carrera como locutor, realizó diversas radionovelas en Cali, se trasladó a Bogotá donde saltó a la televisión. 
En 1964, debutó en la televisión en la telenovela Taita, participó en las producciones nacionales como Teatro Popular Caracol, Revivamos nuestra historia, Rojo y negro, La mala hora, Almas malditas, La pezuña del diablo. En el cine se destacó en hacer producciones Caín, Tigre, Las hijas de Elena, La mujer de la tierra caliente, Los saltamontes, El encuentro, A mí y El candidato. Su éxito participó en la producción Manuelita Sáenz filmado en Venezula. En el momento de su muerte participó su última papel de Fernando Cadena en la serie Los Cuervos.

## Fallecimiento
El 21 de diciembre de 1984 cuando regresaba a su residencia en Bogotá sufrió un accidente de tránsito en la cual conducía su automóvil en compañía con su hijo fueron embestidos por otro automóvil que transitaba en el carril opuesto que chocó violentamente muriendo en el lugar del suceso y su hijo sobrevivió al accidente.